# Deutzia pulchra
Deutzia pulchra är en hortensiaväxtart som beskrevs av Sebastián Vidal y Soler.
Deutzia pulchra ingår i släktet deutzior och familjen hortensiaväxter. Inga underarter finns listade i Catalogue of Life.